# Аббас Куми
Шейх Аббас ибн Мухаммад Рида ибн Абиль-Касим Куми, «Мухаддис Куми» (1294—1359 по хиджре) — известный шиитский учёный богослов, автор нескольких десятков книг. Родился в 1877 году в городе Кум. Учился и похоронен в городе Неджеф.

## Биография
Шейх Аббас Куми родился в городе Кум в 1875 году (1294 г.х.). Его мать была очень набожной мусульманкой-шииткой, тщательно соблюдавшей все предписания шариата. Раннее детство шейха Аббаса прошло в Куме; там же он учился в хаузе.
В 1316 г. хиджры Аббас Куми отправился в Неджеф, где учился у ведущих шиитских богословов своего времени — таких, как Ахунд Хорасани, Сайид Мухаммад Казим Табатабаи, Мирза Хусейн Нури и шейх Таки Ширази. После завершения обучения в хаузе Неджефа по просьбе шейха Абдулкарима Хаири шейх Аббас вернулся в Кум с тем, чтобы помогать организовывать учебный процесс во вновь возрождённой там хаузе.
Аятолла Бозорг Техрани пишет, что Аббас Куми был образцом богобоязненности и воздержанности, тщательно соблюдал все исламские предписания и был исключительно предан пути Ахл аль-Бейт.
В 1359 г. хиджры шейх Аббас Куми скончался. Это произошло в священном шиитском городе Неджеф. Погребальным намазом над этим великим шиитским учёным руководил аятолла Сайид Абу-ль-Хасан Исфахани. Шейх Аббас Куми был похоронен во дворе мавзолея первого имама шиитов Али ибн Абу Талиба.

## Богословская деятельность
Шейх Аббас Куми обладал глубокими знаниями в области хадисоведения (илм аль-хадис), в связи с чем стал также известен под именем Мухаддис аль-Куми. В силу этого шейха Аббаса часто просили о написании комментариев к трудам Муртаза Ансари «Кифайа» и «Макасиб». Но особый исследовательский интерес шейх Куми проявлял к специальным мольбам к Аллаху (дуа), пришедших от Ахл аль-Бейт, а также к молитвам, читаемым во время зияратов, и к мольбам, рекомендованным каждый день или по каким-то особым датам.

## Труды
Собрав множество молитв (дуа) и текстов зияратов, он составил из них книгу «Мафатих аль-джинан» («Ключи от рая»), которую посвятил душе Фатимы Захры.

Сам шейх Аббас Куми так охарактеризовал собственный труд: 
Я составил сборник с молитвами и мольбами на каждый день года. Однако я посчитал бы нечестным призывать других к их чтению, не исполняя всё изложенное в книге самому. Поэтому на протяжении последнего года я сам неукоснительно совершал все деяния, рекомендованные в этой книге. И теперь эта книга готова к публикации.
На сегодняшний день это одна из базовых и самых популярных шиитских книг, которую можно найти в любой шиитской мечети, библиотеке, школе, книжном магазине и т. д.
Помимо «Мафатих аль-джинан» (Ключи от Рая), перу шейха Аббаса Куми принадлежат также и некоторые другие важные труды: «Сафинат аль-бихар» (Морские корабли), «Нафс аль-махмум» (обзор, посвящённый трагедии при Кербеле), «Мунтах аль-а’амал фи тарих ан-Наби ва-ль-ал» (Вершина мечтаний), «Маназил аль-ахирийа», «Мадинат аль-хикам ва-ль-а‘сар», «Аль-Куна ва-ль-адаб», «Аль-фаваид ар-Разавиййа фи тараджим улама' аль-джафариййа», Мадинат аль-ахбаб фи ма‘аруфин би-ль-куна ва-ль-алкаб", «Аль-анвар аль-бахиййа фи таварих аль-худжадж аль-Илахиййа», «Байт ахзан фи маса’иб Саййидатин нисван», «Аль-Гайат кусва фи тарджамат урват аль-вуска», «Хадийат аз-за’ирин», «Кухл аль-басар фи сират саййади-ль-Башар».